# آن كارول مور
آن كارول مور (بالإنجليزية: Annie Carroll Moore)‏ هي كاتِبة وكاتبة للأطفال وصحفية وأمينة مكتبة أمريكية، ولدت في 12 يوليو 1871 في Limerick, Maine ‏ في الولايات المتحدة، وتوفيت في 20 يناير 1961 في نيويورك في الولايات المتحدة.